# Dzurják József
Dzurják József (Gödöllő, 1962. március 2. –) labdarúgó, csatár, edző.

## Sikerei, díjai
- Magyar bajnokság
  - bajnok: 1991–92 (Ferencváros), 1993–94 (Vác FC-Samsung)
  - 2.: 1988–89, 1990–91
  - 3.: 1989–90
  - gólkirály: 1989–90 (18 gól)
- Magyar bajnokság – NB II
  - gólkirály: 1984–85 (28 gól), 1985–86 (25 gól)
- Magyar kupa
  - győztes: 1991
  - döntős: 1989
- Ciprusi bajnokság
  - bajnok: 1992–93
  - gólkirály: 1991–92 (21 gól)
- Ciprusi kupa
  - győztes: 1992
- Toldi-vándordíj: 1986–87, 1989–90
- Maldív-szigetek: gólkirály